# Flask (framework)
Flask est un micro framework open-source de développement web en Python. Il est classé comme microframework car il est très léger. Flask a pour objectif de garder un noyau simple mais extensible. Il n'intègre pas de système d'authentification, pas de couche d'abstraction de base de données, ni d'outil de validation de formulaires. Cependant, de nombreuses extensions permettent d'ajouter facilement des fonctionnalités. Il est distribué sous licence BSD.

## Histoire
Flask a été créé initialement par Armin Ronacher comme étant un poisson d'avril. Le souhait de Ronacher était de réaliser un framework web contenu dans un seul fichier Python mais pouvant maintenir des applications très demandées.
En 2018, Flask était élu "Framework web le plus populaire" par le Python Developers Survey. En janvier 2020, il cumulait plus de 59000 étoiles sur GitHub, plus que n'importe quel autre framework de développement web Python.

## Fonctionnalités
Flask se base sur deux modules (Werkzeug et jinja2) pour proposer plusieurs les fonctionnalités suivantes :
- serveur de développement[8] et debugger ;

- simplifie l'écriture de tests unitaires[9] ;

- moteur de template pour le rendu HTML[10], cf. Jinja (moteur de template) ;

- supporte les cookies sécurisés (session) ;

- entièrement compatible avec WSGI 1.0 ;

- se base sur Unicode ;

- documentation complète ;

- déploiement aisé sur plusieurs hébergeurs[11] ;

- ajout de fonctionnalités via les extensions[12].

## Exemple
Le programme de base pour utiliser Flask est : 
```
from
 
flask
 
import
 
Flask

app
 
=
 
Flask
(
__name__
)

@app
.
route
(
'/'
)

def
 
index
():

    
return
 
"Hello world !"

if
 
__name__
 
==
 
"__main__"
:

    
app
.
run
()

```